# ピッツォフェッラート
ピッツォフェッラート（イタリア語: Pizzoferrato）は、イタリア共和国アブルッツォ州キエーティ県にある、人口約1,100人の基礎自治体（コムーネ）。

## 地理

### 位置・広がり

#### 隣接コムーネ
隣接するコムーネは以下の通り。括弧内のISはイゼルニア県所属を示す。
- チヴィタルパレッラ
- ガンベラーレ
- モンテネロドーモ
- クアドリ
- サンタンジェロ・デル・ペスコ (IS)

## 行政

### 分離集落
ピッツォフェッラートには、以下の分離集落（フラツィオーネ）がある。
- Castiglione, Collalto, Turchi, Valle del Sole